# Alpsko smučanje na Zimskih olimpijskih igrah 1952
Alpsko smučanje na Zimskih olimpijskih igrah 1952. Olimpijska prvaka v smuku sta postala Zeno Colò in Trude Jochum-Beiser, v veleslalomu Stein Eriksen in Andrea Mead-Lawrence, v slalomu pa Othmar Schneider in Andrea Mead-Lawrence. Tekmovanje je štelo tudi za Svetovno prvenstvo.

## Dobitniki medalj

### Moški
| Tekma               | Zlato            | Srebro           | Bron             |
| Smuk podrobno       | Zeno Colò        | Othmar Schneider | Christian Pravda |
| Veleslalom podrobno | Stein Eriksen    | Christian Pravda | Toni Spiß        |
| Slalom podrobno     | Othmar Schneider | Stein Eriksen    | Guttorm Berge    |

### Ženske
| Tekma               | Zlato                | Srebro            | Bron              |
| Smuk podrobno       | Trude Jochum-Beiser  | Annemarie Buchner | Giuliana Minuzzo  |
| Veleslalom podrobno | Andrea Mead-Lawrence | Dagmar Rom        | Annemarie Buchner |
| Slalom podrobno     | Andrea Mead-Lawrence | Ossi Reichert     | Annemarie Buchner |